# Григорьев, Вячеслав Николаевич
Вячеслав Николаевич Григорьев (род. 6 апреля 1967) — советский и казахстанский фехтовальщик-рапирист. Участник летних Олимпийских игр 1992 и 1996 годов.

## Биография
Вячеслав Григорьев родился 6 апреля 1967 года.
В соревнованиях по фехтованию представлял Алма-Ату.
В 1987 году в составе сборной СССР завоевал серебряную медаль летней Универсиады в Загребе в командном турнире рапиристов.
В 1990 году завоевал золотую медаль чемпионата СССР в личном турнире рапиристов, в 1992 году победил в чемпионате СНГ в той же дисциплине.
В том же году вошёл в состав Объединённой команды на летних Олимпийских играх в Барселоне. В личном турнире рапиристов в первом раунде поделил 19-20-е места, победив Майка Маркса из США — 5:3, Ким Ён Хо из Южной Кореи — 5:1, Уолтера Торреса с Филиппин — 5:4 и Рональда Тана из Сингапура — 5:1, проиграв Е Чуну из Китая — 1:5 и Торстену Вельднеру из Германии — 1:5. В 1/32 финала победил Ван Лихона из Китая — 2:0 (5:2, 5:1), в 1/16 финала выиграл у Джонатана Дэвиса из Великобритании — 2:0 (5:1, 5:1), в 1/8 финала уступил Филиппу Омнесу из Франции — 1:2 (2:5, 5:2, 2:5), во втором утешительном раунде проиграл Е Чуну из Китая — 1:2 (0:5, 5:3, 0:5) и занял 20-е место. В командном турнире рапиристов Объединённая команда, за которую также выступали Дмитрий Шевченко, Сергей Голубицкий, Анвар Ибрагимов и Ильгар Мамедов, в группе 1/8 финала победила Францию — 8:6 и Испанию — 9:0, в четвертьфинале сыграла вничью с Польшей — 8:8 и уступила по разнице уколов, в полуфинале за 5-8-е места победила Южную Корею — 9:3, в матче за 5-6-е места выиграла у Италии — 9:5.
В 1996 году вошёл в состав сборной Казахстана на летних Олимпийских играх в Атланте. В личном турнире рапиристов в 1/16 финала проиграл Филиппу Омнесу из Франции — 4:15 и занял 25-е место.